# Jabari Walker
Jabari Dominic Walker (Wichita, 30 luglio 2002) è un cestista statunitense professionista per i Philadelphia 76ers.

## Biografia
È figlio di Samaki Walker, ex cestista NBA.

## Carriera
Walker ha  cominciato nella Campbell Hall School di Los Angeles, in California, per tre anni.
L'anno da senior lo ha trascorso all'AZ Compass Prep a Chandler, in Arizona, mantenendo una media di 13 punti, 8 rimbalzi e 1,5 stoppate a partita.
Ha frequantato poi l'Università del Colorado. Il primo anno ha mantenuto una media di  7,6 punti e 4,3 rimbalzi a partita entrando anche nel Pac-12 All-Freshman Team. Il secondo anno è stato inserito nell'All-Pac-12 First Team, segnando una media di 14,6 punti e 9,4 rimbalzi a partita.
È stato selezionato con la 57ª scelta assoluta al Draft NBA 2022 dai Portland Trail Blazers.

## Statistiche

### NCAA
| Anno      | Squadra            | PG | PT | MP   | TC%  | 3P%  | TL%  | RP  | AP  | PRP | SP  | PP   |
| --------- | ------------------ | -- | -- | ---- | ---- | ---- | ---- | --- | --- | --- | --- | ---- |
| 2020-2021 | Colorado Buffaloes | 26 | 0  | 14,2 | 52,6 | 52,3 | 77,8 | 4,3 | 0,5 | 0,5 | 0,5 | 7,6  |
| 2021-2022 | Colorado Buffaloes | 33 | 33 | 28,1 | 46,1 | 34,6 | 78,4 | 9,4 | 1,2 | 0,7 | 0,7 | 14,6 |
| Carriera  | Carriera           | 59 | 33 | 22,0 | 47,9 | 39,9 | 78,3 | 7,2 | 0,9 | 0,6 | 0,6 | 11,5 |

#### Massimi in carriera
- Massimo di punti: 24 (3 volte)[5]
- Massimo di rimbalzi: 16 vs Oregon (10 marzo 2022)
- Massimo di assist: 5 vs Utah (5 marzo 2022)
- Massimo di palle rubate: 3 (2 volte)
- Massimo di stoppate: 3 vs Arizona (11 marzo 2022)
- Massimo di minuti giocati: 35 (4 volte)

### NBA

#### Regular Season
| Anno      | Squadra             | PG  | PT | MP   | TC%  | 3P%  | TL%  | RP  | AP  | PRP | SP  | PP  |
| --------- | ------------------- | --- | -- | ---- | ---- | ---- | ---- | --- | --- | --- | --- | --- |
| 2022-2023 | Portland T. Blazers | 56  | 0  | 11,1 | 41,9 | 28,6 | 75,6 | 2,3 | 0,6 | 0,2 | 0,2 | 3,9 |
| 2023-2024 | Portland T. Blazers | 72  | 23 | 23,6 | 46,0 | 29,5 | 75,4 | 7,1 | 1,0 | 0,6 | 0,3 | 8,9 |
| 2024-2025 | Portland T. Blazers | 60  | 1  | 12,5 | 51,5 | 38,9 | 69,0 | 3,5 | 0,6 | 0,6 | 0,1 | 5,2 |
| Carriera  | Carriera            | 188 | 24 | 16,3 | 46,5 | 31,8 | 73,9 | 4,5 | 0,8 | 0,5 | 0,2 | 6,2 |

#### Massimi in carriera
- Massimo di punti: 16 vs Memphis Grizzlies (4 aprile 2023)[6]
- Massimo di rimbalzi: 7 vs Minnesota Timberwolves (2 aprile 2023)
- Massimo di assist: 3 (2 volte)
- Massimo di palle rubate: 1 (10 volte)
- Massimo di stoppate: 2 vs Houston Rockets (26 febbraio 2023)
- Massimo di minuti giocati: 27 vs Sacramento Kings (29 marzo 2023)